# سامانه میزبانی رایانامه
سامانه میزبانی رایانامه خدمات میزبانی اینترنتی است که سرویس دهنده‌های ایمیل با آن کار می‌کند.

## امکانات
سرویس‌های میزبانی ایمیل معمولاً برخلاف ایمیل رایگان یا پست الکترونیکی رایگان با پشتیبانی تبلیغات، ایمیل ممتاز ارائه می‌دهند؛ بنابراین سرویس‌های میزبانی ایمیل با ارائه دهنده‌های ایمیل کاربر نهایی مانند سایت‌های پست الکترونیکی متفاوت هستند. آنها بیشتر به کاربران خواستار ایمیل و مشاغل کوچک و متوسط (SME) توجه دارند، در حالی که شرکتهای بزرگتر معمولاً خدمات میزبانی ایمیل خود را با استفاده از نرم‌افزارهایی مانند Microsoft Exchange Server , IceWarp یا Postfix بر روی تجهیزات شخصی خود اجرا می‌کنند. ارائه دهندگان میزبان می‌توانند نام دامنه خود کاربر را مدیریت کنند، از جمله هر طرح احراز هویت ایمیل که مالک دامنه می‌خواهد اجرا کند تا به این معنی باشد که استفاده از یک نام دامنه خاص فرستنده‌های ایمیل را شناسایی و واجد شرایط می‌کند.

## انواع
انواع مختلفی از خدمات میزبانی ایمیل وجود دارد. آنها با توجه به فضای ذخیره‌سازی موجود، محل صندوق‌های پستی و عملکرد متفاوت هستند.
ارائه دهندگان میزبانی مختلف این سرویس را از طریق دو مدل ارائه می‌دهند. میزبانی ایمیل سنتی یا میزبانی هر صندوق پستی. میزبانی ایمیل سنتی مبلغ تعیین شده‌ای را برای تعداد مشخصی از صندوق‌های پستی دریافت می‌کند در حالی که مدل صندوق پستی هر صندوق پستی مورد نیاز است.
این شامل:
خدمات ایمیل رایگان با استفاده از یک دامنه عمومی مانند Gmail ،یاهو اینها بیشتر مناسب استفاده شخصی و شخصی هستند.
سرویس‌های ایمیل میزبانی مشترک تعداد زیادی صندوق پستی هستند که در یک سرور میزبانی می‌شوند. افرادی که در سرویس ایمیل میزبانی مشترک هستند، آدرسهای IP را به اشتراک می‌گذارند زیرا در همان سرور میزبانی می‌شوند.
Cloud Email Services برای شرکت‌های کوچک و SME مناسب است. این صندوق‌های پستی با استفاده از یک ارائه دهنده خدمات ابری به‌صورت خارجی میزبانی می‌شوند. نمونه‌هایی از این موارد Gsuite توسط جیمیل و Microsoft Exchange Emails توسط Microsoft می‌باشد.
راه حل‌های سازمانی ایمیل با SME مناسب هستند و شرکت‌های بزرگ که میزبان تعدادی از صندوق‌های پستی هستند. در بعضی موارد اینها روی یک سرور اختصاصی در محل قرار دارند اما می‌توانند در یک سرور مبتنی بر ابر واقع شوند که می‌تواند به صورت افقی مقیاس بندی شود.
بیشتر ارائه دهندگان میزبانی ایمیل راه حل‌های پیشرفته ایمیل ممتازی را در سیستم عامل‌های اختصاصی ایمیل سفارشی ارائه می‌دهند؛ بنابراین فناوری و پیشنهادها ارائه دهنده‌های مختلف میزبانی ایمیل می‌تواند در نیازهای مختلف متفاوت باشد. ایمیل ارائه شده توسط اکثر شرکت‌های میزبان وب معمولاً مبتنی بر POP3 و پست الکترونیکی وب مبتنی بر برنامه‌های پست الکترونیکی منبع بازمانند Horde، RoundCube یا SquirrelMail هستند. تقریباً همه ارائه دهندگان خدمات میزبانی وب میزبانی ایمیل استاندارد ارائه می‌دهند.